# Capacitats motrius condicionants
Les capacitats motrius condicionants són qualitats que tenen les persones i que poden millorar amb un bon entrenament físic a fi de millorar el seu rendiment. S'anomenen condicionants perquè "condicionen" el rendiment esportiu, és a dir que ajuden a millorar-lo.

## Coordinacions
És la capacitat que permet realitzar moviments més o menys difícils amb eficàcia. Hi ha 4 tipus de coordinacions:
- Coordinació dinàmico general
- Coordinació segmentaria
- Coordinació oculo manual

## Precisió
És la capacitat de realitzar amb exactitud i determinació un gest a fi d'assolir un objectiu concret.

## Habilitats
És la capacitat de realitzar moviments amb una part del cos a fi de manipular un mòbil.